# 崇蘭
崇蘭，是臺灣屏東縣屏東市的一個傳統地域名稱，位於該市西北部。相較於今日行政區，其範圍大致包括廣興里、潭墘里北大半部不含西部邊界地帶及東南部、崇陽里、崇蘭里、勝利里不含東部邊界地帶中南段、空翔里、永城里西北端及東北大半部、斯文里西南端、公園里西北端、大同里最北端。
該地區有梹榔腳、崇蘭、潭仔墘等聚落，並有崇蘭農場的開發。今日崇蘭最繁華的地帶，約為日治後期的田町區域。傳統上，境內居民以蕭姓為大姓。1970年代以後，該地區逐次大規模開發，至今已吸引不少新入住民。

## 概述
崇蘭一地附近原為馬卡道族阿猴社之勢力範圍。乾隆初期，漢人進入拓墾此地，其中勢力最大者為來自廣東省惠州府陸豐縣的蕭唯天，為崇蘭蕭家之開台祖。清朝時蕭氏家族曾出過武狀元，其官帽上御賜—「崇」字，遂將「崇」字與其家族堂號蘭陵合稱崇蘭。嘉慶二年（1797年）築崇蘭舊圳。同治十三年（1874年）修崇蘭新圳。日治時代在今廣興一帶設立崇蘭農場，進行糖業生產，該地有「崇蘭廍仔」之名。昭和十年（1935年）日本政府築屏東機場，崇蘭一部分劃歸軍用。戰後，許多空軍軍眷入住此地。
清代屬鳳山縣港西中里阿猴街。日治時代隸屬於崇蘭庄，1920年，該庄隸屬於高雄州屏東街（新制街庄），其後屏東街改制為州轄市「屏東市」。戰後劃歸屏東市崇蘭里。近十年人口穩定成長，民國109年（2020年）人口已達將近一萬五千人。

## 教育

### 國民小學
- 屏東縣屏東市崇蘭國民小學 （页面存档备份，存于）

### 引用來源
1. ↑  .   [2020-09-08]. （原始内容存档于2020-09-18）.

### 網站
「台灣百年歷史地圖」：http://gissrv4.sinica.edu.tw/gis/twhgis.aspx （页面存档备份，存于）